# Al-Dumun
Ne doit pas être confondu avec Al-Damun.
Al-Dumun ou Khirbat Al-Dumun (aussi appelé Khirbet al Damun) était un village palestinien arabe situé dans le sous-district de Haïfa de la Palestine mandataire. Il fut dépeuplé durant la Guerre civile de 1947-1948 en Palestine mandataire le 30 avril 1948. Il était situé à 10,5 km au sud-est de Haïfa. En 1945, il avait une population de 340 habitants.